# SN 2009my
SN 2009my – supernowa typu II-P odkryta 24 grudnia 2009 roku w galaktyce NGC 3559. W momencie odkrycia miała maksymalną jasność 17,80m.